# Trinitario (langue)
Pour l'arbre, voir Trinitario.
Le trinitario est une langue arawak parlée en Amazonie, en Bolivie, dans le département de Beni. La langue est  parlée que par 5 500 locuteurs environ sur une population ethnique de 20 805 personnes. Ce dernier chiffre, cependant, inclut les Ignacianos. La langue est menacée.